# Four Strong Winds

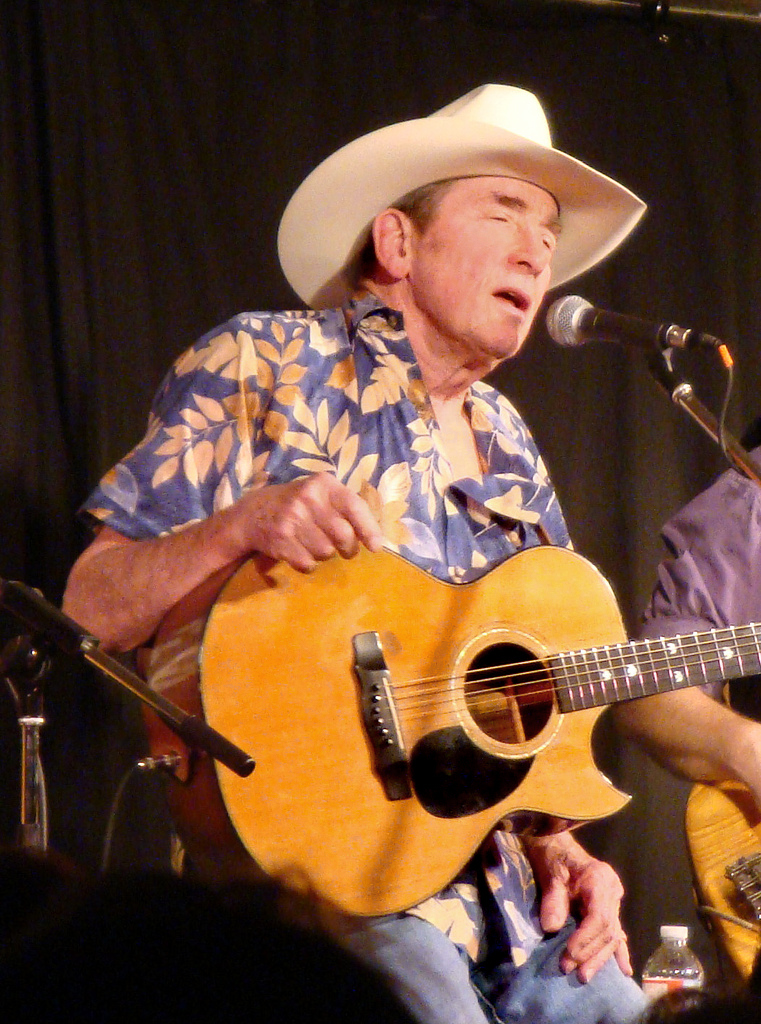
Ian Tyson (1976)

Four Strong Winds ist ein Folksong, der 1962 von Ian Tyson geschrieben und von Ian and Sylvia veröffentlicht wurde.
Das Lied ist eine bedeutende Komposition des Folk-Revivals der frühen 1960er Jahre und eine melancholische Reflexion über eine gescheiterte Liebesbeziehung. Das Lyrische Ich wünscht sich ein mögliches Wiedersehen an einem neuen Ort in der Zukunft, räumt aber ein, dass die Beziehung wahrscheinlich vorbei sei.
Das Stück hat eine Beziehung zu Kanada, die Provinz Alberta wird erwähnt wie auch lange, kalte Winter. 2005 wählten die Hörer von CBC Radio One das Lied in der Sendung 50 Tracks The Canadian Version zum besten kanadischen Lied aller Zeiten. Es gilt als die inoffizielle Hymne von Alberta.

## Version von Ian und Sylvia

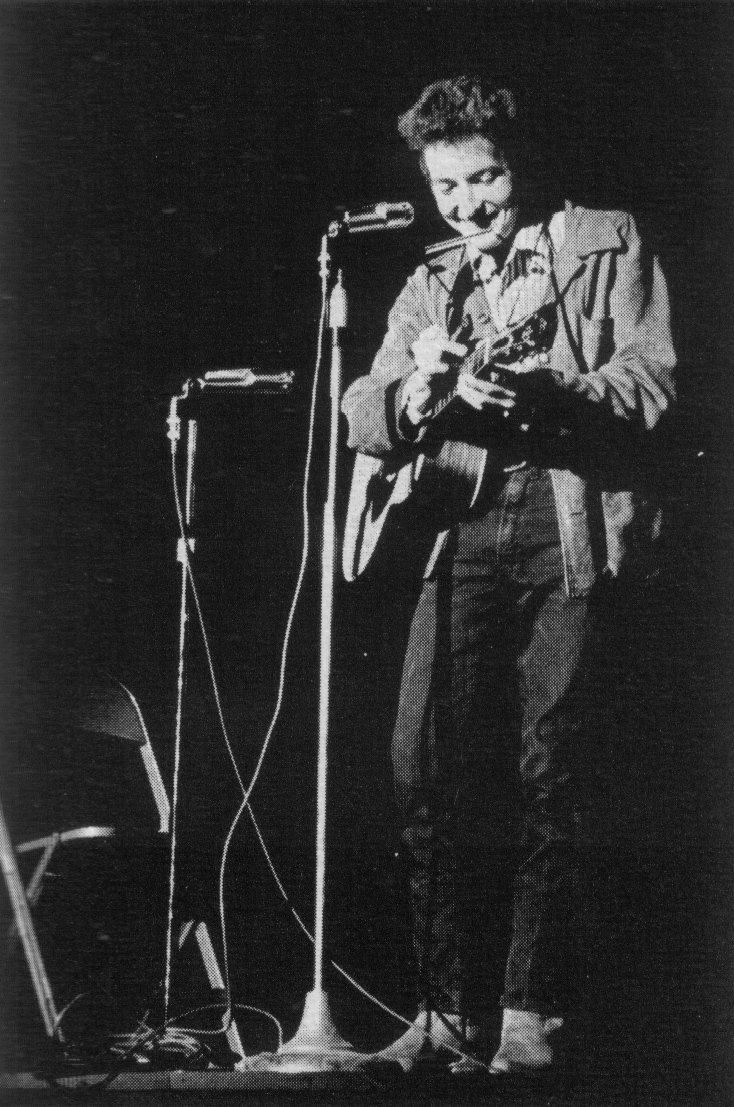
Bob Dylan (1963)

Ian Tyson erinnerte sich, dass Four Strong Winds der erste Song war, den er je geschrieben hat, und er schreibt Bob Dylan zu, dass er der Karriere von Ian and Sylvia neuen Schwung verliehen hat, indem er das Duo dazu inspirierte, seinem Beispiel zu folgen und „originelle Folksongs“ zu schreiben. Ian Tyson sagte: „Wir mussten in irgendeine Richtung gehen, denn wir hatten alle echte Roots-Musik aus dem Delta im Norden aufgebraucht. Bob bahnte uns den Weg in die Wildnis, in unbekanntes Territorium.“
Tyson erinnerte sich an ein Treffen mit Dylan im Herbst 1962 in der Bar Kettle of Fish in Greenwich Village: „Dieser kleine schmuddelige Junge da drinnen ... sagte: 'Ich habe diesen neuen Song': es war Bob Dylan - er sang mir Blowin' in the Wind vor, er hatte es gerade geschrieben. Und ich dachte: 'Das kann ich auch' ... und am nächsten Tag schrieb ich 'Four Strong Winds'.“
In einem Interview mit dem National Public Radio – in dem er zugab, dass er nicht genau sagen konnte, welchen Dylan-Song er gehört hatte – erklärte Tyson, wie er Dylans Manager Albert Grossman fragte, der der Einzige [in der lokalen Folkmusikszene] war, der ein Dach über dem Kopf hatte: „...'Kann ich morgen deine Wohnung benutzen, weil ich versuchen will, einen Song zu schreiben?'... Ich ging hin und es war eine schicke, kleine Wohnung. Ich nahm meine Gitarre, öffnete den Koffer und fing an, herumzuspielen und zu klimpern. Und es dauerte eine halbe Stunde, um Four Strong Winds zu schreiben.“ Obwohl Tysons persönliche Lieblingskomposition Summer Wages vom 1971er Ian & Sylvia-Album ist, erinnert er sich daran, dass Four Strong Winds „ziemlich gut war, denn als ich es ... für uns Folkies gesungen habe, hat es alle umgehauen“.
Ian & Sylvias zweite LP mit dem Titel Four Strong Winds, die im Juli 1963 veröffentlicht wurde, stieg in der Woche vom 28. September 1963 auf Platz 150 in die Billboard Top LPs ein. Das Lied war ein Hit in Kanada und erreichte dort im Oktober 1963 die Top Ten der Single-Charts.
In den Vereinigten Staaten hatte der Song nicht gleich diesen Erfolg. Die Single-Version von Ian und Sylvia kam im September 1963 in die Looking Ahead-Charts des Cashbox-Magazins. Anschließend wurde der Song von The Brothers Four aufgenommen, die im Oktober 1963 in die Billboard Hot 100 einstieg. Dann wurde er von Ian und Sylvia auf dem gleichnamigen Album veröffentlicht, das im April 1964 in den USA erschien. 1964 wurde der Song in einem Country-Arrangement von Bobby Bare veröffentlicht und erreichte Anfang 1965 Platz drei der US-Country-Single-Charts.
In einer norwegischen Version wurde es 1966 auch in Norwegen ein großer Hit: Mot ukjent sted von The Vanguards und ein großer Hit in Schweden im Jahr 1967 in der schwedischen Version Mot okänt land von The Hep Stars mit Benny Andersson (später ABBA).

## Andere Versionen

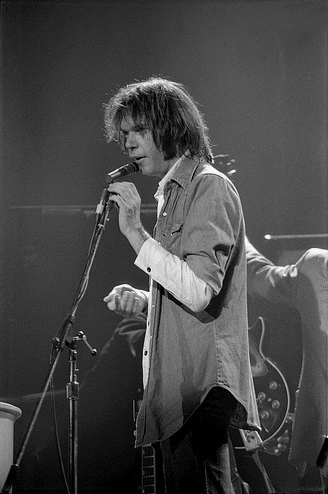
Neil Young (1976)

Das Lied wurde von über 40 Musikern aufgenommen, darunter Bob Dylan, Neil Young, Joan Baez, Johnny Cash, John Denver, Judy Collins, The Seekers,  The Browns, Marianne Faithfull, The Searchers, The Kingston Trio, Trini Lopez, Waylon Jennings, Bobby Bare, Chad & Jeremy, The Wolfe Tones, Blue Rodeo, Vanity Fare, Glenn Yarborough, Harry Belafonte, Tony Rice,  The Carter Family, The Hep Stars, Sarah McLachlan und David Houston.
Neil Young nahm das Lied 1978 für sein Album Comes a Time auf, mit Harmoniegesang von Nicolette Larson, und für The Last Waltz von The Band. Der Song wurde von vielen Radiosendern gespielt und wurde Teil von Youngs Konzertrepertoire, unter anderem bei seinen jährlichen Auftritten bei den Farm-Aid-Benefizkonzerten.
Der schwedische Künstler Ulf Lundell nahm für sein 1985 erschienenes Album Den vassa eggen eine Coverversion mit dem Titel Fyra vindar auf, die 1998 in einer neu gemasterten Ausgabe veröffentlicht wurde.

## Kanadisches Vermächtnis
Ian Tyson und Gordon Lightfoot sangen das Lied 1988 bei der Eröffnungszeremonie der Olympischen Winterspiele in Calgary.
Ian und Sylvia sangen es 2010 beim 50-jährigen Jubiläum des Mariposa Folk Festivals in Orillia, Ontario. Von Ian Tyson wurde das Lied 2013 bei der Beerdigung des ehemaligen Premierministers von Alberta, Ralph Klein, gespielt. Auch wird es jedes Jahr am letzten Abend des Edmonton Folk Music Festival gespielt.
Im Roman Owen Meany von John Irving von 1989 wird das Lied erwähnt; die Hauptfigur Owen liebt das Lied.